# Ceranesi
Cerànesi (Çiànexi /ˈsjaːneʒi/ in ligure) è un comune italiano di 3 587 abitanti della città metropolitana di Genova in Liguria.

## Geografia fisica

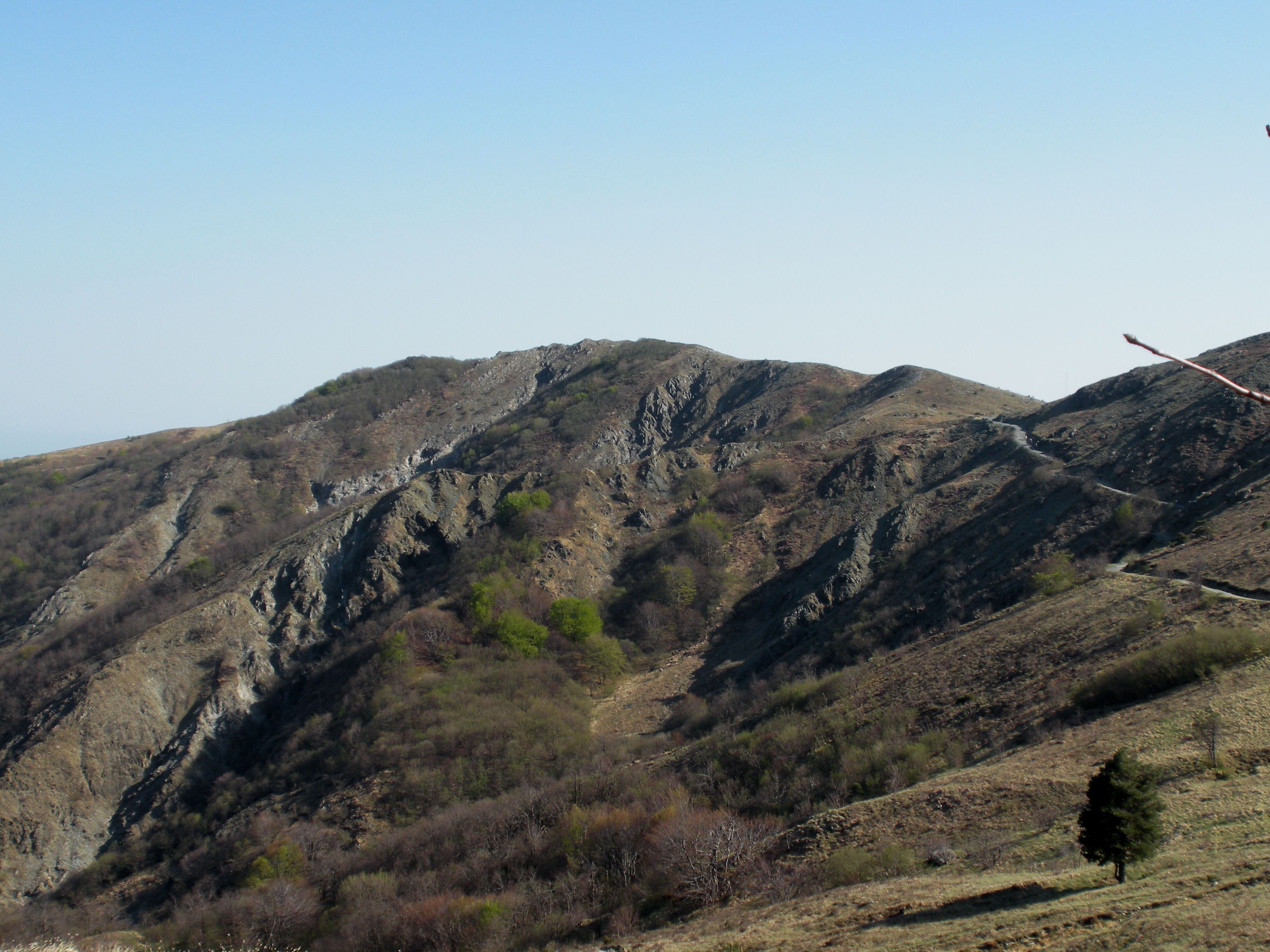
Il monte Proratado

Il territorio comunale è situato nell'alta val Polcevera, tra il capoluogo ligure, a sud, e l'Oltregiogo a nord.
Le principali vette montane del territorio sono il monte Foscallo (988 m), il monte Seiéu (958 m), il monte Orditano (951 m), il Bric dell'Orologio (939 m), il monte Proratado (928 m), il monte Figogna (804 m, alla cui sommità è ubicato il celebre santuario di Nostra Signora della Guardia), la Rocca del Garsello (813 m), il monte dei Torbi (741 m), la Rocca Maia (695 m), il monte Pesucco (672 m).
Il comune è collegato con il centro urbano di Pegli attraverso la strada che percorre la val Varenna, che il valico della Colla Lencisa a 568 m s.l.m. mette in comunicazione con Gazzolo, contrada della val Verde, le cui acque sono tributarie del vicino torrente Polcevera. Inoltre la parte alta della val Varenna, con le località Lencio, Vaccarezza superiore, Vaccarezza inferiore e Lencisa, appartiene al comune di Ceranesi.
Il principale corso d'acqua è il torrente Verde, ubicato nella valle omonima, con i numerosi rii quali il San Martino e il Torbi (affluenti del Verde), Burba e Molinassi (affluenti del Polcevera) e il Lischeo, già nel versante padano dell'Appennino, immissario del lago Lungo (uno dei tre laghi artificiali del Gorzente). Questi laghi si trovano nella zona dei Piani di Praglia, immediatamente a nord dello spartiacque appenninico; la loro realizzazione fu intrapresa nel 1880 per poi terminare nel 1926.

## Storia

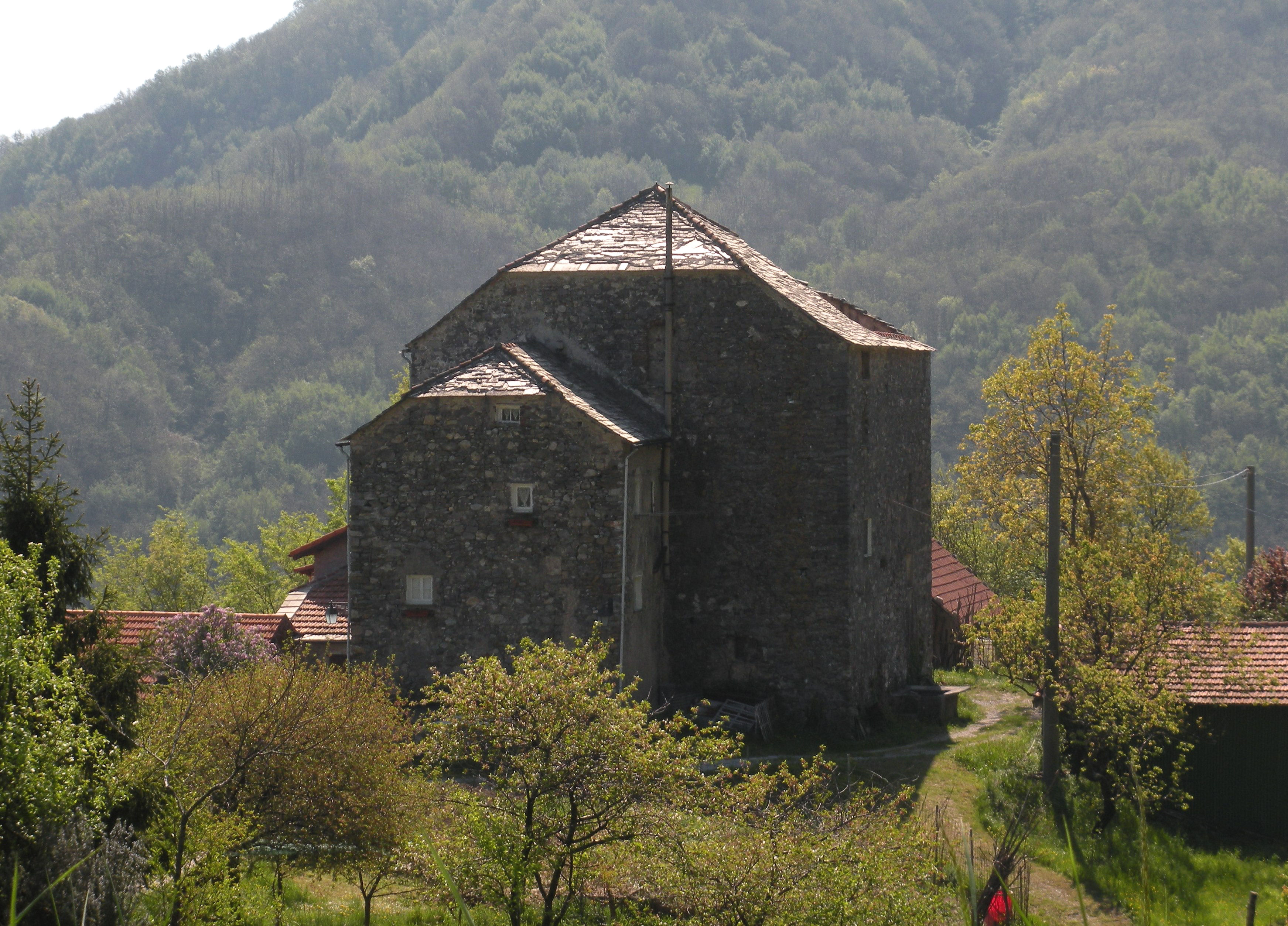
La costruzione denominata "Paxo" presso l'abitato frazionario di Torbi

Già luogo di sosta e di passaggio sull'antica strada romana via Postumia, dal XIII secolo ospitò l'antica "Cà de Rossi", nella frazione di San Martino di Paravanico, caravanserraglio e punto di snodo e di transito per i commerci tra il porto di Genova e i mercati di Ovada e del Piemonte.
Altre antiche testimonianze storiche riguardano la chiesa di San Bartolomeo di Livellato del 1159, la chiesa di Santa Maria Assunta già citata in documenti del 1128, la chiesa San Lorenzo di Torbi risalente al 1232 e l'antica prigione di Gaiazza (il cui toponimo deriva per l'appunto dal dialettale galeassa, galera).
Nel 1747 il paese fu devastato dall'esercito austriaco nel quadro storico della guerra di successione austriaca.

Il comune nacque nel 1798, con lo spirare dei venti rivoluzionari: prima di tale data ogni frazione, e relativa comunità parrocchiale, costituiva un autonomo piccolo comune secondo l'ordinamento costituzionale della Repubblica di Genova. Dal 1798 la municipalità venne ritagliata sui confini dell'antica pieve di Ceranesi, la circoscrizione religiosa che, anticamente, vedeva in Ceranesi il proprio epicentro.

Probabile raffigurazione dello stemma civico antico

Con la nuova dominazione francese di Napoleone Bonaparte, il 2 dicembre 1797 il territorio di Ceranesi rientrò nel dipartimento del Polcevera, con capoluogo Rivarolo, all'interno della Repubblica Ligure. Dal 28 aprile del 1798, con i nuovi ordinamenti francesi, divenne capoluogo del IV cantone della giurisdizione della Polcevera e dal 1803 centro principale del II cantone della Polcevera nella giurisdizione del Centro. In questa fase storica il territorio comunale arrivò a comprendere, oltre all'attuale, un territorio che abbracciava anche San Carlo di Cese, le Capanne di Marcarolo e tutte le zone prospicienti l'abitato di Pontedecimo, sottratte progressivamente nel corso del XIX secolo a favore dei comuni confinanti (rispettivamente Pegli poi Genova; Parodi Ligure poi Bosio; Pontedecimo poi Genova). Annesso al Primo Impero francese, dal 13 giugno 1805 al 1814 venne inserito nel dipartimento di Genova.
Nel 1815 fu inglobato nel Regno di Sardegna, così come stabilito dal Congresso di Vienna del 1814, e successivamente, dal 1861, nel Regno d'Italia. Dal 1859 al 1926 il territorio fu compreso nel XIV mandamento di Pontedecimo del circondario di Genova dell'allora provincia di Genova. Nel 1926 la municipalità riuscì a evitare l'inserimento nella costituente Grande Genova, mantenendo la propria autonomia amministrativa.
Durante il Novecento il piccolo comune pagò il proprio prezzo alle guerre mondiali: tre monumenti, eretti nel dopoguerra, ricordano le vittime in combattimento, nelle deportazioni e nei rastrellamenti. Sulla strada alla vetta del monte Figogna, inoltre, poco distante dal santuario di Nostra Signora della Guardia, aveva sede la 83ª batteria contraerea della Milizia Volontaria per la Sicurezza Nazionale, il cui edificio, costruito negli anni 1930, è ancora presente, con alcuni slogan e scritte dell'epoca dipinte sulle facciate.
Ceranesi ha avuto l'onore di accogliere, nell'arco di poco più di vent'anni, grazie alla presenza del santuario di Nostra Signora della Guardia, tre pontefici della Chiesa cattolica: il primo fu Giovanni Paolo II nel 1985; il secondo è stato Benedetto XVI che ha pernottato al santuario mariano tra il 17 e il 18 maggio 2008 e lo ha insignito dell'onorificenza della Rosa d'oro e infine il 27 maggio 2017 papa Francesco, che nella basilica della Guardia ha incontrato i giovani della arcidiocesi di Genova.
Dal 1973 al 31 dicembre 2008 è stata la sede amministrativa della Comunità montana Alta Val Polcevera e, con le nuove disposizioni della Legge Regionale n° 24 del 4 luglio 2008, ha fatto parte fino al 2011 della Comunità montana Valli Genovesi Scrivia e Polcevera.

### Simboli
Stemma
Gonfalone
Lo stemma e il gonfalone sono stati concessi con decreto del presidente della Repubblica del 21 aprile 1972.
L'alveare fa probabilmente riferimento al toponimo Ceranesi. Le sei api corrispondono al capoluogo e alle cinque principali frazioni. Il monogramma AM (Ave Maria) è simbolo dell'importante santuario di Nostra Signora della Guardia e sostituisce il "capo di San Giorgio" presente su una precedente versione dello stemma risalente al 1893, testimonianza del dominio di Genova sul territorio.

## Monumenti e luoghi d'interesse

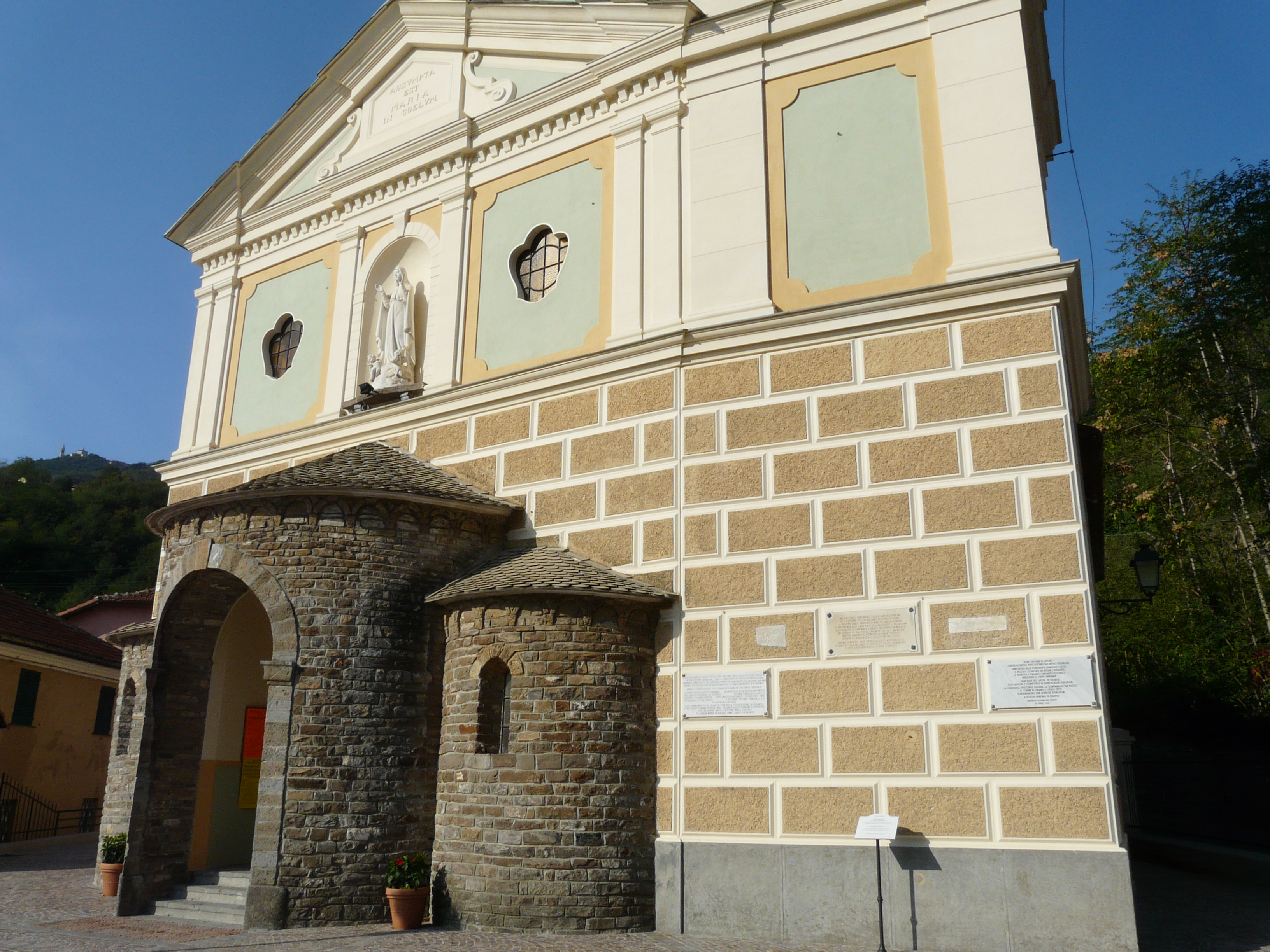
La chiesa di Santa Maria Assunta di Ceranesi

### Architetture religiose
- Santuario di Nostra Signora della Guardia presso il monte Figogna.
- Cappella della I Apparizione della Madonna della Guardia.
- Chiesa parrocchiale di Santa Maria Assunta nel capoluogo.
- Cappella della Natività di Maria Santissima Nostra Signora dell'Orto nel capoluogo. Citata nella visita pastorale del cardinale Stefano Durazzo nel 1639, la cappella potrebbe essere stata edificata nel Seicento e ampliata nel corso del XIX secolo. Tra il 1918 e il 1920 gli interni sono stati affrescati da Giuseppe Noli.
- Cappella di Santa Marta nel capoluogo, realizzata nel 1976.
- Oratorio di San Bernardino nel capoluogo, risalente al XVII secolo.
- Cappella di Nostra Signora dell'Orto nel capoluogo.
- Chiesa parrocchiale del Santissimo Nome di Gesù nella frazione di Geo.
- Chiesa parrocchiale di San Bartolomeo di Livellato nella frazione di Livellato del XII secolo.
- Cappella dei Santi Rocco e Bernardo nella località di San Bernardo presso la frazione di Livellato.
- Cappella della II Apparizione della Guardia nella località di Pareti presso la frazione di Livellato.
- Chiesa parrocchiale di San Martino nella frazione di Paravanico.
- Cappella di Nostra Signora della Misericordia nella frazione di Paravanico, costruita nel corso del XIX secolo.
- Cappella di Sant'Uberto nella località di Praglia, costruita negli anni cinquanta del Novecento grazie alla volontà di Don Luigi Pittaluga.
- Chiesa parrocchiale di San Lorenzo nella frazione di Torbi del XVII secolo.
- Cappella di San Bernardo nella località di Lencisa presso la frazione di Torbi, databile al XVI secolo.
- Cappella di Nostra Signora della Misericordia della Caffarella.
- Cappella di San Benedetto nella località di Gazzolo.
- Cappella del Pecorale, attualmente non restano che poche macerie ricoperte di rovi.

### Architetture militari
- Paxo di Torbi, una casa forte risalente al XVI secolo dove si amministrava la giustizia ai tempi della Repubblica di Genova.

## Società

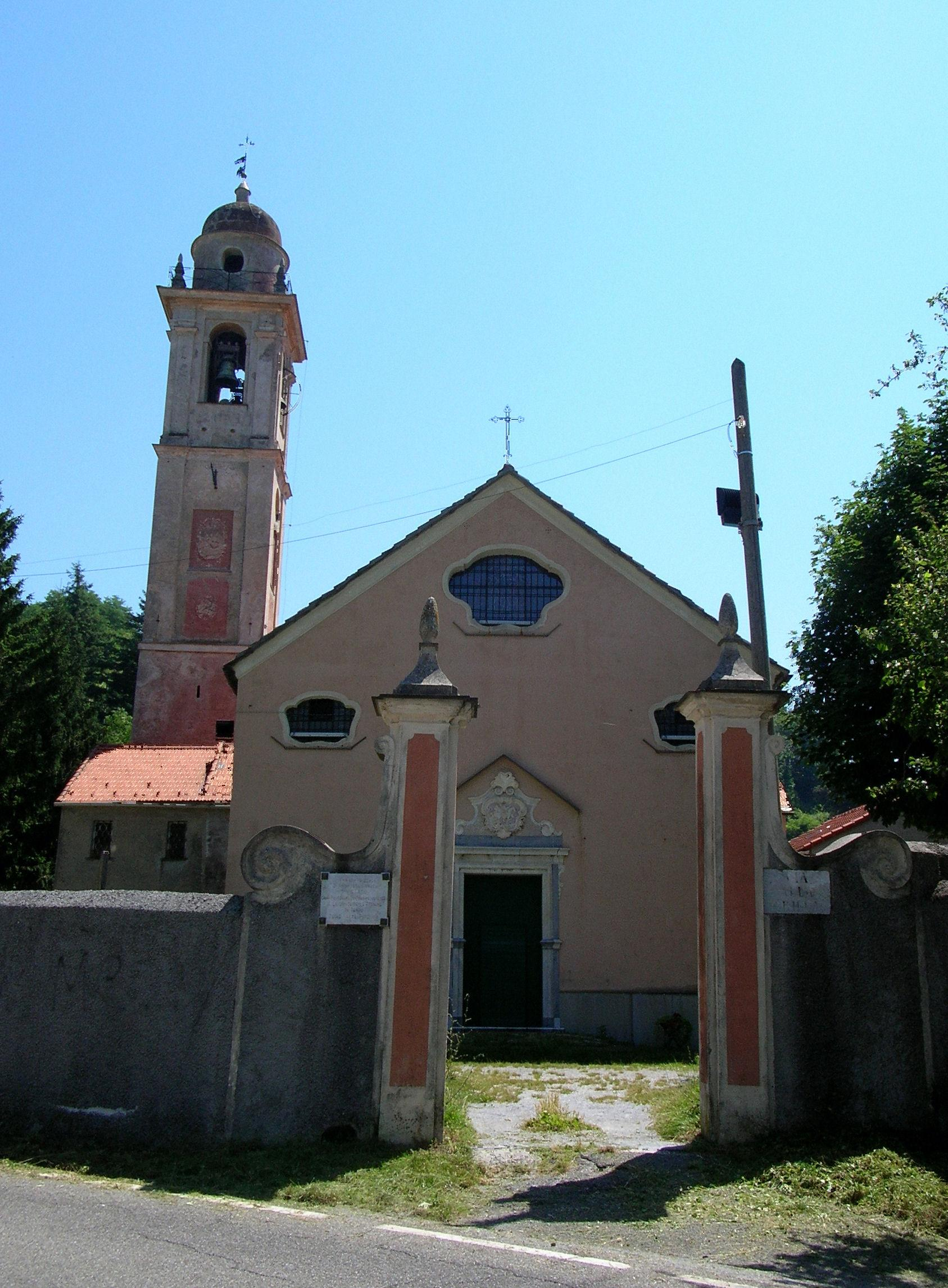
La chiesa di San Martino nella frazione di Paravanico

### Evoluzione demografica
Abitanti censiti

### Etnie e minoranze straniere
Secondo i dati Istat al 31 dicembre 2022, i cittadini stranieri residenti a Ceranesi sono 112, così suddivisi per nazionalità, elencando per le presenze più significative:
1. Romania, 26

## Cultura

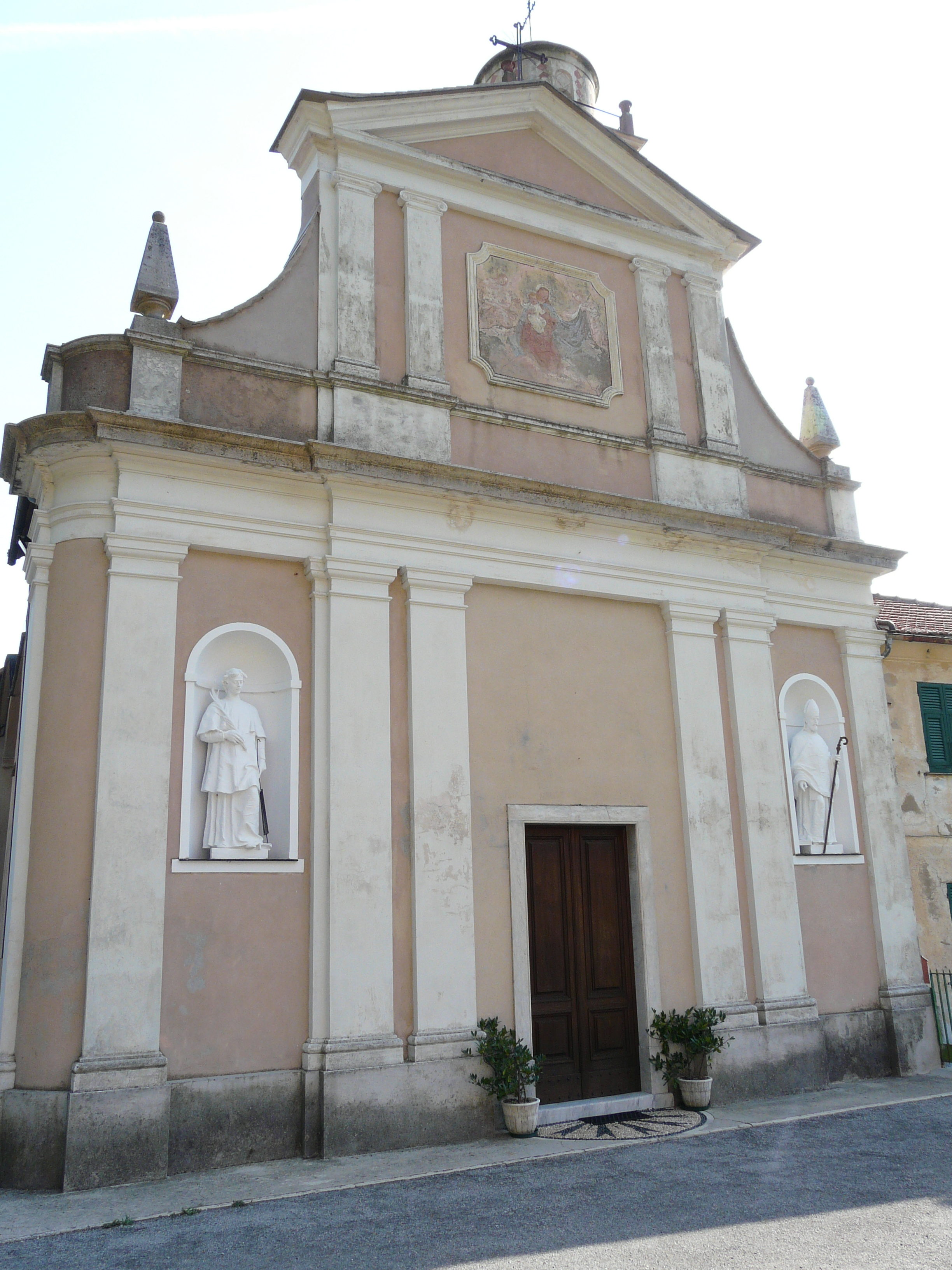
La chiesa di San Lorenzo di Torbi

### Musica
- Banda "Giovanni XXIII" di Ceranesi, fondata nel 1972.

## Geografia antropica
Il territorio comunale è costituito, oltre al capoluogo, dalle frazioni di Geo, Livellato, San Martino di Paravanico e Torbi — storicamente riconosciute dalla comunità e dallo statuto comunale — per un totale di 30,7 km2.
Confina a nord con il comune alessandrino di Bosio, a sudovest con Genova e a nordest con Campomorone.

## Economia
Si basa principalmente sull'attività agricola con coltivazione e produzione di uva, ortaggi e patate. Nella vallata tra la località di Santa Marta e Gazzolo sono presenti numerose attività industriali e commerciali.

## Infrastrutture e trasporti

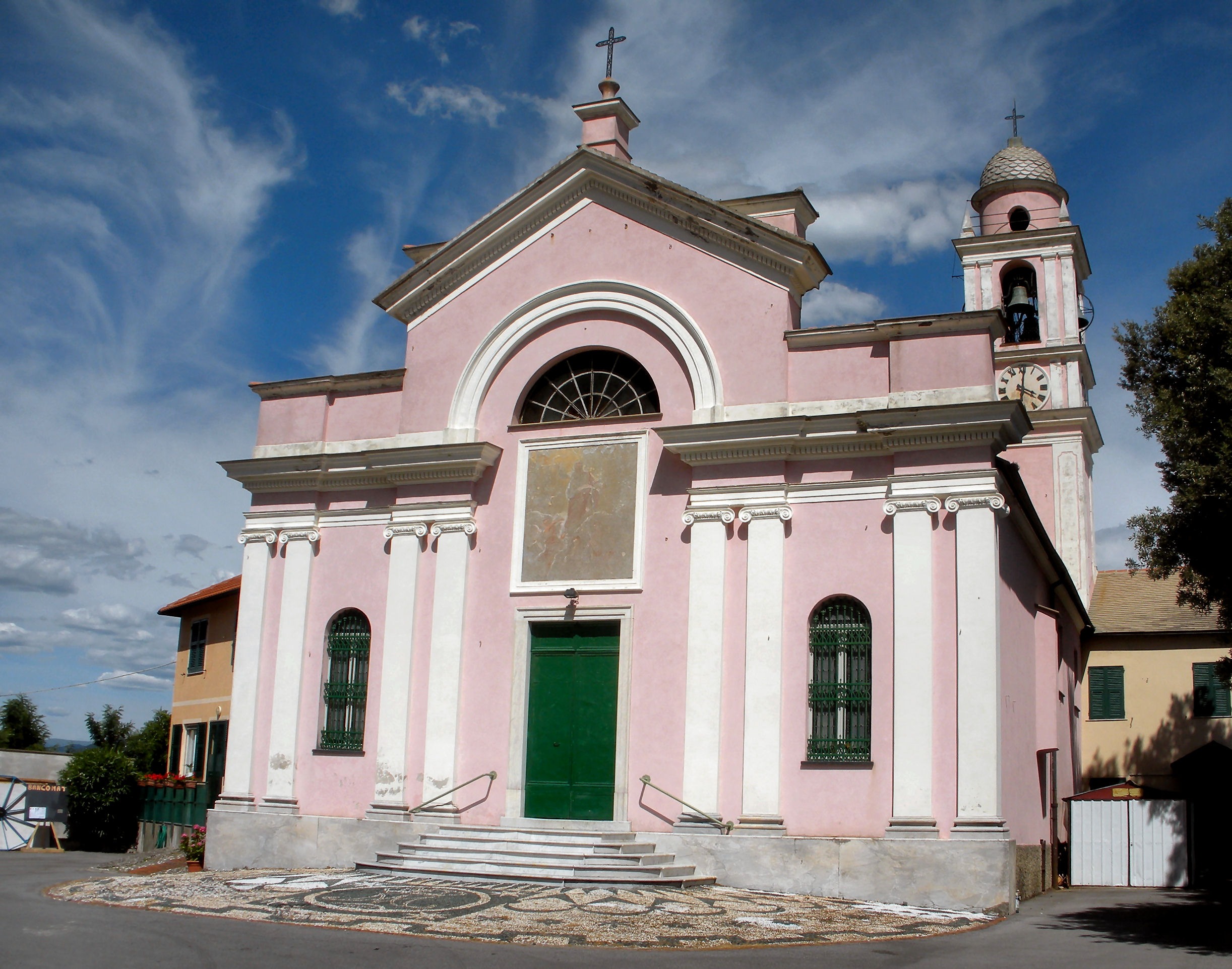
La chiesa di San Bartolomeo di Livellato

### Strade
Il territorio di Ceranesi è attraversato principalmente dalla strada provinciale 4 dei Piani di Praglia che gli permette il collegamento stradale con Campomorone e il quartiere genovese di Pontedecimo. La strada provinciale 52 permette di raggiungere il santuario di Nostra Signora della Guardia.

### Mobilità urbana
Il servizio di trasporto pubblico locale viene effettuato dal 1º gennaio 2021 da AMT Genova.
L'area comunale è servita dalle linee:
- 833 Pontedecimo-Sareto: la linea parte da Pontedecimo in via Anfossi e transitando per Campomorone, Pontasso e Gaiazza raggiunge Sareto; ad oggi due corse raggiungono Sareto, mentre le altre sono limitate ad Gaiazza. Il servizio è attivo solo nei giorni feriali.
- 834 Pontedecimo-Caffarella: la linea parte da Pontedecimo in via Anfossi e transitando per Campomorone, Pontasso, Gazzolo e San Martino raggiunge Caffarella; ad oggi tre corse raggiungono Caffarella, mentre le altre sono limitate a San Martino. Il servizio è attivo solo nei giorni feriali.
- 835 Bolzaneto-Livellato: la linea che partiva da Bolzaneto e arrivava a Livellato è oggi sostituita dal servizio “DrinBus di Bolzaneto”.
- 932 Rivarolo Brin (Capolinea Metro) - Bolzaneto - Santuario Nostra Signora della Guardia: la linea collega il quartiere di Rivarolo al santuario di N.S. della Guardia; il servizio viene effettuato sia in orario feriale che in quello festivo, quest’ultimo è dotato di più corse.
- DrinBus di Bolzaneto: è il servizio di trasporto pubblico "a chiamata" che consente, tramite una semplice telefonata, di prenotare il  viaggio segnalandone l'origine e la destinazione. Drinbus di Bolzaneto, che già raggiunge le zone di Morego, San Biagio, Cremeno e Sardorella, viene esteso alle località di Trasta, Livellato, Geo e Canonero, in sostituzione del servizio integrativo i08 e della linea provinciale 835, permettendo così di raggiungere più facilmente e con maggior frequenza il centro e la stazione di Bolzaneto, nonché i principali servizi del quartiere quali poste, scuole e centri commerciali. Il servizio è attivo solo nei giorni feriali.

Le corse delle linee 833 e 834 possono aver origine/destinazione a Campomorone (dal capolinea di via Gavino).

## Amministrazione
| Periodo          | Periodo           | Primo cittadino                    | Partito                                                | Carica            | Note   |
| ---------------- | ----------------- | ---------------------------------- | ------------------------------------------------------ | ----------------- | ------ |
| 17 maggio 1818   | 21 febbraio 1822  | Giacomo Rossi                      |                                                        | Sindaco           | [ 24 ] |
| 21 febbraio 1822 | 14 marzo 1826     | Sebastiano Parodi                  |                                                        | Sindaco           |        |
| 14 marzo 1826    | 28 maggio 1828    | Giuseppe Tomaso Rossi              |                                                        | Sindaco           |        |
| 28 maggio 1828   | 1º febbraio 1830  | Giacomo Rossi                      |                                                        | Sindaco           |        |
| 1830             | 1836              | Bartolomeo Parodi                  |                                                        | Sindaco           |        |
| 17 marzo 1836    | 5 marzo 1838      | Gio Batta Cambiaso                 |                                                        | Sindaco           |        |
| 1838             | 1849              | Giuseppe Tomaso Ricci              |                                                        | Sindaco           |        |
| 1849             | 1853              | Giuseppe Parodi                    |                                                        | Sindaco           |        |
| 1853             | 1º settembre 1855 | Giacomo Rossi                      |                                                        | Sindaco           | [ 25 ] |
| 21 maggio 1856   | 17 marzo 1861     | Giuseppe Sciaccaluga               |                                                        | Sindaco           |        |
| 17 marzo 1861    | 20 settembre 1862 | Giuseppe Sciaccaluga               |                                                        | Sindaco           |        |
| 1865             | 1868              | Giacomo Masnata                    |                                                        | Sindaco           |        |
| 1868             | 1870              | Antonio Sciaccaluga                |                                                        | Sindaco           |        |
| 1870             | 18 aprile 1887    | Francesco Dellepiane               |                                                        | Sindaco           |        |
| 18 aprile 1887   | 12 novembre 1889  | Giuseppe Moisello                  |                                                        | Sindaco           |        |
| 12 novembre 1889 | 27 marzo 1890     | Giacomo Giuseppe Maria Luigi Rossi |                                                        | Assessore anziano |        |
| 27 marzo 1890    | 30 aprile 1890    | Agostino Roncallo                  |                                                        | Sindaco           |        |
| 30 aprile 1890   | 1891              | Giacomo Giuseppe Maria Luigi Rossi |                                                        | Sindaco           |        |
| 1893             | 22 dicembre 1913  | Agostino Roncallo                  |                                                        | Sindaco           |        |
| 22 dicembre 1913 | 1916              | Luigi Moisello                     |                                                        | Sindaco           |        |
| 1916             | 1917              | Francesco Strizoli                 |                                                        | Sindaco           |        |
| 1917             | 21 novembre 1920  | Tomaso Parodi                      |                                                        | Sindaco           |        |
| 21 novembre 1920 | dicembre 1924     | Luigi Moisello                     | PPI-PLI                                                | Sindaco           |        |
| dicembre 1924    | 1926              | Angelo Baiardo                     |                                                        | Comm. pref.       |        |
| dicembre 1926    | 1935              | Francesco Strizoli                 | PNF                                                    | Podestà           |        |
| 1935             | 1935              | Giovanni Fava                      |                                                        | Comm. pref.       |        |
| 1935             | 1943              | Giovanni Fava                      | PNF                                                    | Podestà           |        |
| 2 maggio 1945    | 7 aprile 1946     | Giuseppe Tassistro                 | PCI                                                    | Sindaco           |        |
| 7 aprile 1946    | 10 giugno 1951    | Riccardo Moisello                  | PLI                                                    | Sindaco           |        |
| 10 giugno 1951   | 13 maggio 1960    | Pio Parodi                         | DC                                                     | Sindaco           |        |
| 13 maggio 1960   | novembre 1962     | Alessandro Cottinelli              | DC                                                     | Sindaco           |        |
| novembre 1962    | 16 luglio 1985    | Vittorio De Beni                   | DC                                                     | Sindaco           |        |
| 16 luglio 1985   | 2 luglio 1990     | Demetrio Neri                      | DC                                                     | Sindaco           |        |
| 19 luglio 1990   | 17 febbraio 1994  | Demetrio Neri                      | DC                                                     | Sindaco           | [ 26 ] |
| 17 febbraio 1994 | 24 aprile 1995    | Franco Moisello                    | DC                                                     | Sindaco           |        |
| 24 aprile 1995   | 14 giugno 1999    | Franco Moisello                    | lista civica di centro-sinistra                        | Sindaco           |        |
| 14 giugno 1999   | 14 giugno 2004    | Franco Moisello                    | lista civica di centro-sinistra                        | Sindaco           |        |
| 14 giugno 2004   | 3 febbraio 2007   | Omar Calorio                       | lista civica di centro-sinistra                        | Sindaco           | [ 26 ] |
| 24 febbraio 2007 | 29 maggio 2007    | Milena Rizzi                       |                                                        | Comm. straor.     | [ 27 ] |
| 29 maggio 2007   | 7 maggio 2012     | Omar Calorio                       | Insieme per Ceranesi (lista civica di centro-sinistra) | Sindaco           |        |
| 7 maggio 2012    | 12 giugno 2017    | Mauro Vigo                         | Noi Ceranesi (lista civica di centro-sinistra)         | Sindaco           |        |
| 12 giugno 2017   | 13 giugno 2022    | Emanuela Molinari                  | Bene comune (lista civica)                             | Sindaco           |        |
| 13 giugno 2022   | in carica         | Claudio Montaldo                   | Una storia in comune (lista civica di centro-sinistra) | Sindaco           |        |

## Sport
Il santuario della Madonna della Guardia è stato sede di arrivo della 10ª tappa del Giro d'Italia del 2007, partita da Lido di Camaiore e vinta da Leonardo Piepoli.